# 民主派區選聯盟
民主派區選聯盟，原名泛民區選聯盟，是由香港民主派協調組織民主動力籌劃出來，使用統一口號和標誌出選香港區議會選舉的一個選舉聯盟。2021年隨民主動力解散而不復存在。

## 組成原因及經過
在2007年年中，民主派已經著手協調區議會選舉中各選區的泛民候選人出選名單，令每一選區盡量都有民主派的候選人，減少建制派自動當選的比例，亦希望每一選區只有一名民主派的候選人，以不會出現「自己人打自己人」的情況出現。

### 第三屆區議會選舉
2007年7月4日，泛民主派完成初步的出選選區分配合作，民主黨將會出選近三分之一的選區。他們希望在每一個選區至少有一名成員參選。另外，泛民主派將會統一地以「民主」的圖標及「泛民區選聯盟」作為「團隊」競選，讓選民可以清晰地知道候選人是屬於真正泛民主派，因為今屆多了很多自稱民主派的人參選，此舉可防止有自稱民主派的人混水摸魚。但大約十數個選區仍然尚待協調。其中，社會民主連線對結果不甚滿意。
2007年8月21日，泛民主派的成員召開會議，宣佈泛民主派在每個選區只會派出一名成員來參選，以免票源分散。
2007年9月23日，泛民主派召開記者會表示出選區的分配工作完成，只有7個選區會出現民主派對民主派的情況出現，多數是公民黨對社民連，是自1980年代最少民主派對民主派的一次。

### 第四屆區議會選舉
2009年，泛民主派各大黨派開始協調工作。

### 第五屆區議會選舉
雨傘革命過後，社區中出現了不少「傘兵」準備參選。所以此屆傳統民主派與某些「傘兵」均參與協調，最終派出213人出選區議會。當中有9區依然出現民主派互相對壘的局面。結果118人當選。

### 第六屆區議會選舉
最终推薦397位民主派候選人，名單內包括了來自民主派政黨/參政組織、地區組織、素人團體等的現任議員及地區工作者 。結果388人當選。

## 組成
民主派區選聯盟在民主動力解散前，曾由多個香港民主派組織及獨立民主派的候選人組成，包括：
- 民主動力
- 公民黨 (香港)
- 民主黨 (香港)
- 社民連
- 民協
- 街工
- 工黨 (香港)
- 新民主同盟
- 公民起動

## 原則
1. 不攻打現任區議員
2. 不攻打曾參選的選區

## 資料來源
1. ↑  民主派指政府圖淡化區選[]
2. ↑  .   [2019-11-29]. （原始内容存档于2020-08-26）.